# Acorystus fulvus
Acorystus fulvus är en stekelart som beskrevs av Henry Keith Townes, Jr. 1970. Acorystus fulvus ingår i släktet Acorystus och familjen brokparasitsteklar. Inga underarter finns listade i Catalogue of Life.